# Mária Lalková
Mária Lalková (* 22. dubna 1980) je slovenská divadelní herečka.
Vystudovala Státní konzervatoř v Bratislavě, poté v roce 2003 muzikálové herectví na Divadelní fakultě Janáčkovy akademie múzických umění v Brně. Je členkou souboru Městského divadla Brno.

## Role vMdB
- Chava – Šumař na střeše
- Consuela – West Side Story
- Johanna – Jesus Christ Superstar
- Jennifer – Čarodějky z Eastwicku
- Marie – Betlém
- Minnie – Hello, Dolly!
- Katie – Mary Poppins
- Sugar Kane – Sugar! (Někdo to rád horké)
- Liz, vězeňkyně, Sprostá Kitty – Chicago
- Gréta – Kráska a zvíře
- Yvetta – Brouk v hlavě
- Company – Jekyll a Hyde
- Tingl-tangl – Cats